# Enmenluanna
Enmenluanna de Bad-tibira foi o terceiro rei pré-dinástico da Suméria (cerca de 2900 a.C.), de acordo com a Lista Suméria de Reis.